# 614 Pia
A 614 Pia egy a Naprendszer kisbolygói közül, amit August Kopff fedezett fel 1906. október 11-én.